# Jižní milník

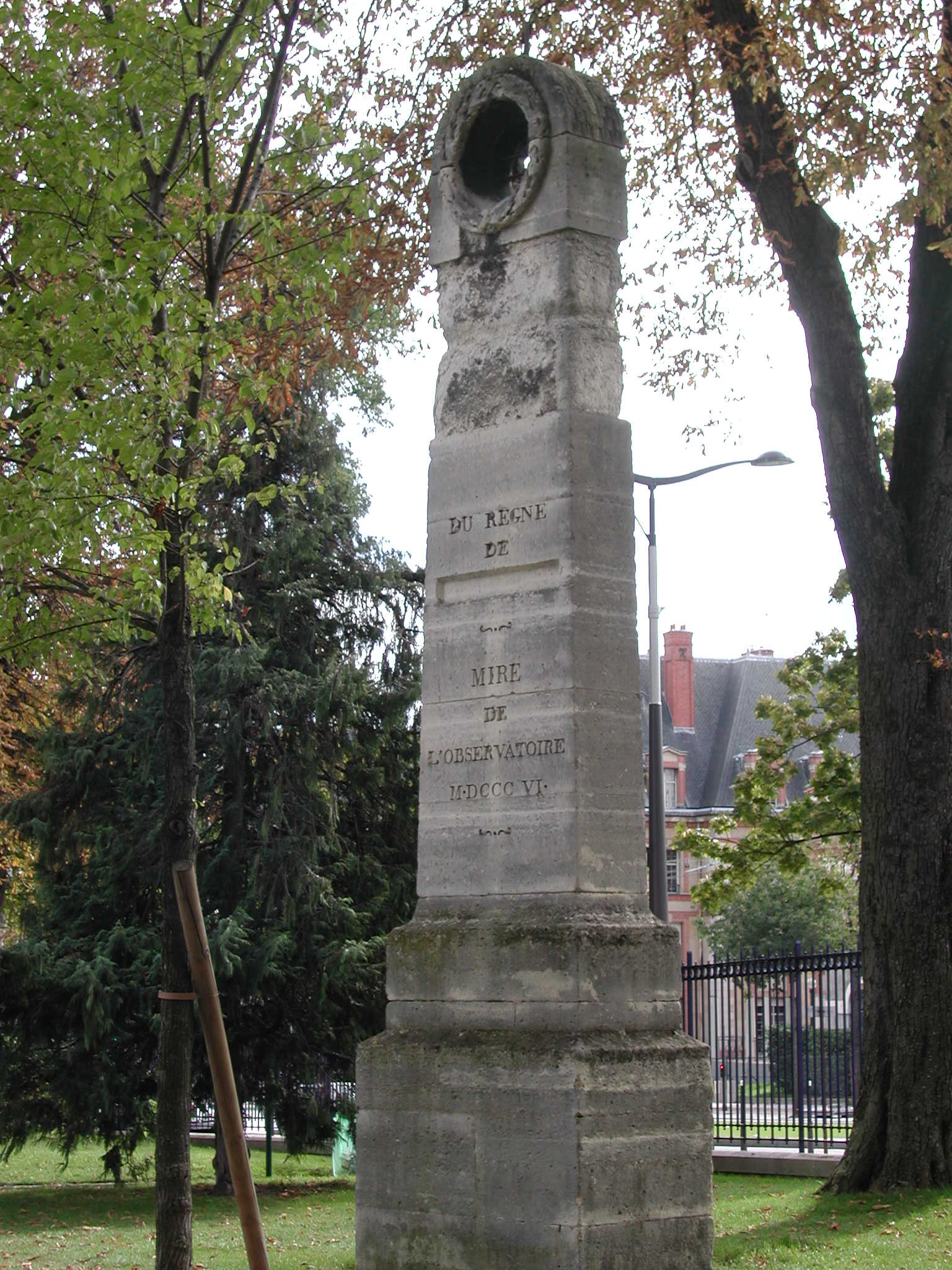
Mire du Sud

Jižní milník (francouzsky Mire du Sud) je historický milník v Paříži, který vytyčoval Pařížský poledník.

## Lokace
Nachází se ve 14. obvodu v parku Montsouris poblíž Boulevardu Jourdan. Milník dnes nestojí v přímé trase Pařížského poledníku, ale zhruba 70 metrů východněji.

## Historie
Milník byl původně vztyčen v roce 1806 v zahradě Pařížské observatoře, aby vytyčoval Pařížský poledník. Později byl přesunut do parku Montsouris. Od roku 1928 je chráněn jako historická památka.

## Popis
Autorem milníku je architekt Antoine Vaudoyer (1756-1846). Milník je vysoký 4 metry a jeho zakončení má okrouhlou formu. Na stéle je nápis:
DU REGNE DE ... MIRE DE L'OBSERVATOIRE - MDCCCVI
Za vlády (Napoleonovo jméno bylo odtesáno) milník Observatoře 1806